# Erigomicronus flavus
Espèce
Synonymes
- Collis flavus Seo, 2018

Erigomicronus flavus est une espèce d'araignées aranéomorphes de la famille des Linyphiidae.

## Distribution
Cette espèce est endémique du Gyeongsang du Nord en Corée du Sud. Elle se rencontre dans le district de Bonghwa.

## Description
Le mâle holotype mesure 1,24 mm et la femelle paratype 1,25 mm.

## Systématique et taxinomie
Cette espèce a été décrite sous le protonyme Collis flavus par Seo en 2018. Elle est placée dans le genre Erigomicronus par Tanasevitch en 2021.

## Publication originale
- Seo, 2018 : « New species and records of the spider families Pholcidae, Uloboridae, Linyphiidae, Theridiidae, Phrurolithidae, and Thomisidae (Araneae) from Korea. » Journal of Species Researchx, vol. 7, no 4, p. 251-290.